# Chiesa di Santa Maria Assunta (Milano, Turro)
La chiesa di Santa Maria Assunta è la parrocchiale di Turro, quartiere di Milano, in città metropolitana e arcidiocesi di Milano; fa parte del decanato di Turro.

## Storia
La prima citazione di una cappella a Turro, in zona Porta Orientale, risale al 1398 ed è contenuta nella Notitia Cleri.

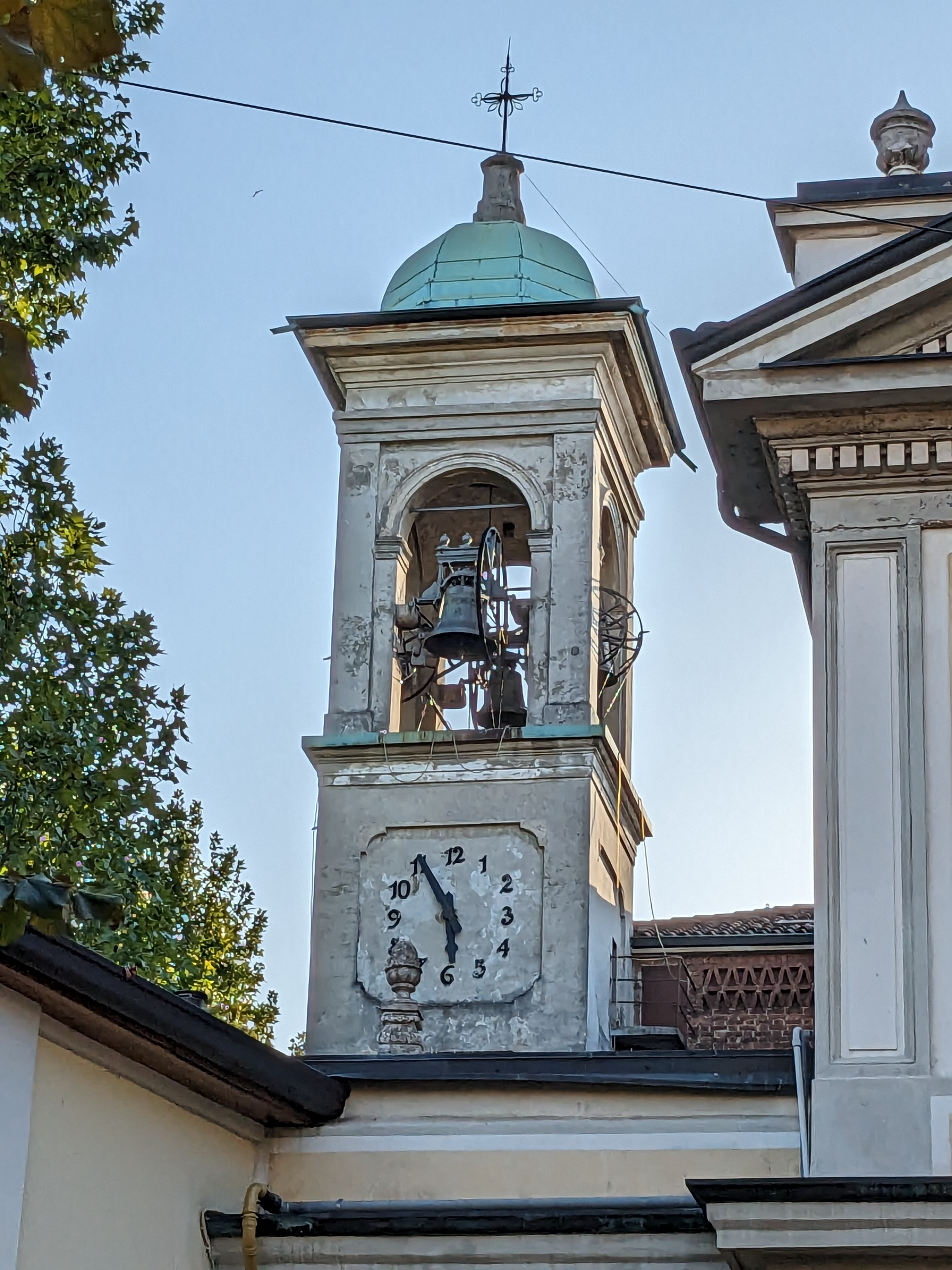
Il campanile

Tra il 1590 e il 1595 questa cappella fu sostituita da una nuova chiesa, sorta per volere dell'arcivescovo di Milano Gaspare Visconti; questa struttura nei secoli successivi venne a più riprese rimaneggiata.
Dalla relazione della visita pastorale dell'arcivescovo Giuseppe Pozzobonelli si apprende che i fedeli ammontavano a 680 anime e che la parrocchiale di Santa Maria Assunta, in cui aveva sede la confraternita del Santissimo Sacramento, aveva come filiali gli oratori di San Bartolomeo in Gorla, della Beata Vergine Assunta in Gorla e di San Carlo alle Rottole.
Alla fine del XIX secolo la chiesa cinquecentesca era insufficiente a soddisfare le esigenze dei fedeli e, inoltre, versava in pessime condizioni, tanto che il parroco don Davide Sesia ebbe a definirla "bassa, diroccata, lurida"; così, tra il 1885 e il 1886 fu costruita la nuova parrocchiale neoclassica, disegnata dall'architetto Alfonso Parrocchetti.
Tra il 1952 e il 1953 la chiesa venne interessata da un ampliamento su progetto architetto Ottavio Cabiati, in occasione del quale si procedette all'aggiunta del transetto e alla riedificazione dell'abside.
Nel 1966, in ossequio alle norme postconciliari, si procedette all'aggiunta della mensa rivolta verso l'assemblea e l'anno successivo, con la riorganizzazione territoriale dell'arcidiocesi voluta dal cardinale Giovanni Colombo, la parrocchia turrina, che dal 1930 faceva parte del vicariato di Bruzzano, entrò a far parte del neo-costituito decanato di Turro.
Tra il 2009 e il 2011 si provvide a restaurare il tetto della chiesa e dei corpi ad essa collegati.

## Descrizione

### Esterno
La facciata a salienti della chiesa, rivolta a nordest, è suddivisa verticalmente in tre corpi: quello centrale, più ampio e spartito da una cornice marcapiano in due registri, presenta in quello inferiore il portale maggiore, mentre in quello superiore, coronato dal frontone triangolare, quattro lesene e il rosone, mentre le due ali minori sono caratterizzate dagli ingressi secondari e da finestrelle.

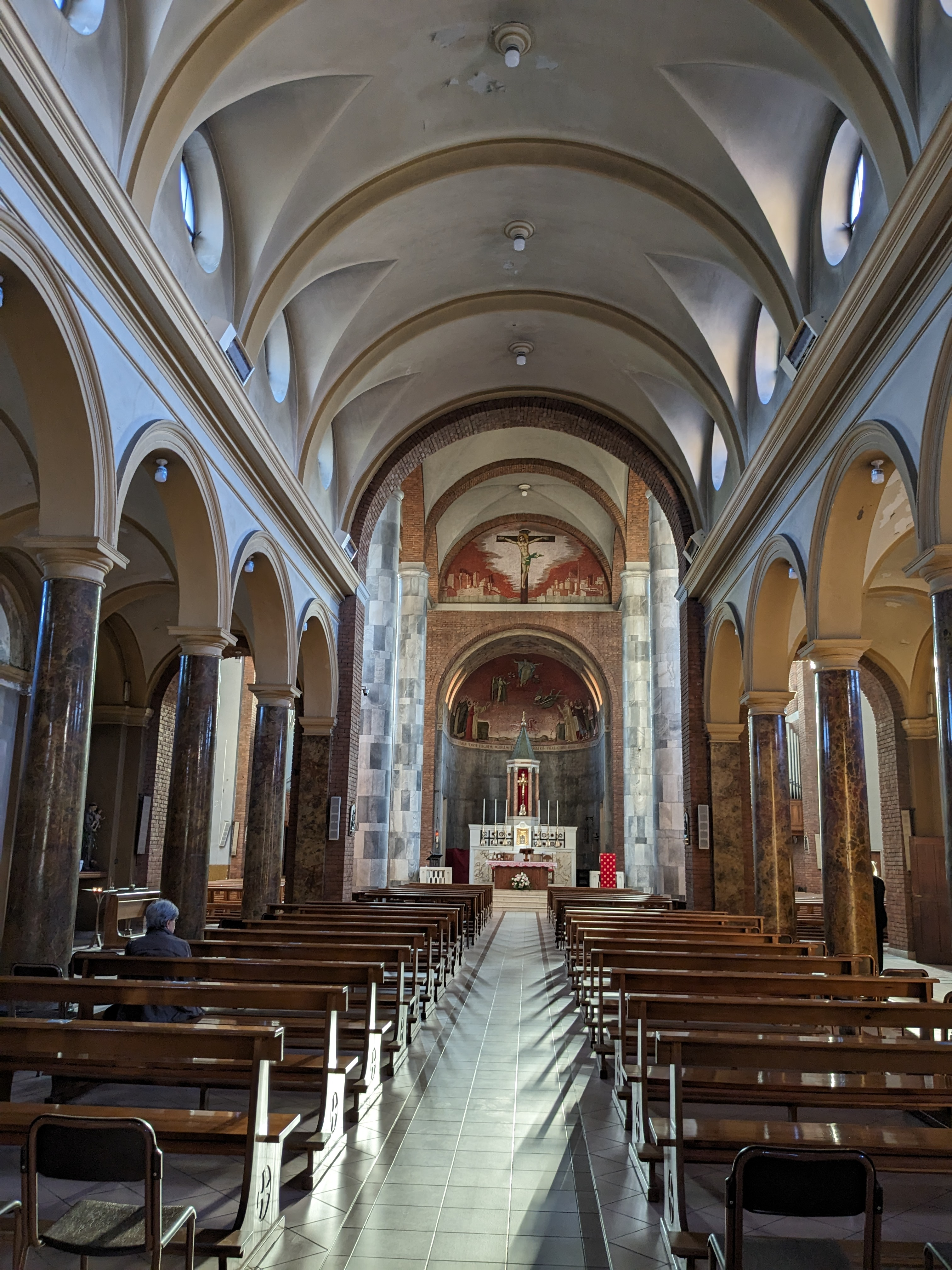
L'interno

Annesso alla parrocchiale è il campanile a pianta quadrata, la cui cella presenta su ogni lato una monofora ed è coronata dalla cupoletta.

### Interno
L'interno dell'edificio, la cui pianta è a croce latina, è suddiviso in tre navate da colonne d'ordine tuscanico sorreggenti degli archi a tutto sesto, sopra i quali corre la cornice modanata e aggettante su cui si impostano le volte, a botte sulla navata centrale e a vela su quelle laterali; al termine dell'aula si sviluppa il presbiterio, rialzato di alcuni gradini, ospitante l'altare maggiore e chiuso dall'abside di forma semicircolare.
Qui sono conservate diverse opere di pregio, tra le quali la tavola con Crocefisso, che risale al 1523, e i mosaici raffiguranti la Crocefissione e l'Assunta tra gli artisti, Santi e Padri della Chiesa, realizzati da Luigi Filocamo.